# Port Albert
Port Albert est situé sur les berges du Kaipara Harbour (en), à approximativement 8 kilomètres à l’ouest de Wellsford, dans la région de Auckland, dans l’Île du Nord de la Nouvelle-Zélande.
Appelé à l’origine : « Albertland », c'est le dernier mouvement majeur de colonisation britannique de la Nouvelle-Zélande ,.
Le secteur est connu pour son sol bien drainé, qui en fait une bonne terre agricole .

## Histoire
En 1861, William Rawson Brame, un pasteur baptiste de Birmingham fonde l'Albertland Special Settlement Association, organisant les immigrants non-conformistes pour venir en Nouvelle-Zélande, ce qui donne lieu à une partie du dernier mouvement de colonisation de masse des Britanniques en Nouvelle-Zélande.
Parmi eux se trouvent des fermiers, des charpentiers, des serviteurs, des bouchers, des menuisiers, ébénistes, des meuniers, des drapiers, des scieurs, des clercs et de nombreuses autres activités commerciales,.
Les « Albertlanders » prennent la mer pour la Nouvelle-Zélande le 29 mai 1862, à bord d’un certain nombre de bateaux, dont la Matilda Wattenbach, le Hanover et le William Miles.
Le Matilda Wattenbach, qui dans certains documents est simplement signalé comme le Matilda, est le premier à arriver à Auckland le 8 septembre 1862, et les nouveaux colons tracent leur propre chemin en direction de la colonie d'Albertland (connu maintenant sous le nom de Port Albert).
Le 21 janvier 1862, un groupe quitte Auckland en se dirigeant vers le nord le long de la côte est dans une embarcation. À bord du bateau se trouvent deux membres de l’association des colons non-conformistes, un géomètre provincial et 5 hommes pour faire avancer le bateau à la rame.
Le groupe met pied à terre, tard dans l’après-midi au niveau de la localité de Wade (désormais appelée Silverdale), où ils restent pour la nuit  avant de se remettre en route le jour suivant à pied pour remonter le cours de la vallée du fleuve Orewa, ayant à franchir plusieurs criques sur leur chemin.
À partir de là, ils remettent à l’eau leur embarcation en direction de la rivière Puhoi, où il y avait un village maori. Cette zone de terre pouvait avoir été souhaitable pour la colonisation d’Albertland du fait qu’elle couvrait à la fois l’est et l’ouest de l’île du Nord, mais les Maoris avaient des prétentions sur le front de mer des deux côtés de l’île pour pouvoir y accoster, si bien que l’installation sur les terres aurait été difficile pour les colons.
Les explorateurs étudient alors un bloc de terres situé juste au nord de la localité d’Helensville qui est appelé le « bloc de Komokoriki ».
Ce bloc était couvert d’un bush si compact que le groupe des explorateurs a du mal à s’engager à pied pour marcher dans une forêt très dense, qui aurait requis beaucoup de travail pour ramener la production de bois vers les terres cultivables. Ils entendent alors parler du « bloc d’Oruawharo » situé sur le mouillage de Kaipara Harbour (en) et décident de rentrer vers Silverdale pour rechercher des provisions fraîches en vue d’une marche de 5 jours en direction de ce bloc.
Après avoir exploré la majorité de la surface de la péninsule d'Okahukura (en), les explorateurs obtiennent des informations auprès des résidents, qui vivent le long du fleuve Oruawharo et décident de créer le village d'Albertland à quelques kilomètres en amont, là où se trouvent des bonnes terres agricoles et aussi du bush avec en abondance des arbres de type kauri pour la construction, en utilisant le programme du conseil provincial d’Auckland (en) qui « fournissait une surface de 40 acres à chaque homme et sa femme et aussi 20 acres pour chaque enfant de 5 à 18 ans d’âge et ainsi que le prix pour leur voyage, à condition de rester 5 ans sur ces terres et y construire leur maison et débuter une exploitation agricole ».
Un signal envoyé à Port Albert concluait ainsi : « que plus de bateaux d’immigrants peuvent suivre », mais le caractère isolé et les difficultés d’accès limitent les progrès et les plans originaux pour le centre ville de Port Albert sont contrariés.
- liste des villes de Nouvelle-Zélande
- Edwin Stanley Brookes, Jnr. (en)
- Matakohe
- Paparoa
- Tapora
- Wellsford